# العلاقات الزيمبابوية السورية
العلاقات الزيمبابوية السورية هي العلاقات الثنائية التي تجمع بين زيمبابوي وسوريا.

## مقارنة بين البلدين
هذه مقارنة عامة ومرجعية للدولتين:
| وجه المقارنة                                              | زيمبابوي | سوريا                    |
| --------------------------------------------------------- | --- | ------------------------ |
| المساحة (كم2)                                             | 390.76 ألف | 185.18 ألف               |
| عدد السكان (نسمة)                                         | 16.53 مليون | 18.27 مليون              |
| الكثافة السكانية (ن./كم²)                                 | 42.3 | 98.66                    |
| العاصمة                                                   | هراري | دمشق                     |
| اللغة الرسمية                                             | اللغة الإنجليزية، اللغة الشونا، النديبيلية الشمالية ‏، لغة الشيشيوا، Barwe ‏، Kalanga language ‏، Tshwa language ‏، النداو ‏، اللغة التسونجا، لغة الإشارة الزيمبابوية ‏، اللغة السوتية، تونغا ‏، اللغة التسوانية، اللغة الفيندية، اللغة الكوسية | اللغة العربية            |
| العملة                                                    | دولار أمريكي | ليرة سورية               |
| الناتج المحلي الإجمالي (بليون دولار)                      | 17.85 مليار | 60.20 مليار              |
| الناتج المحلي الإجمالي (تعادل القوة الشرائية) بليون دولار | 27.88 مليار |                          |
| الناتج المحلي الإجمالي الاسمي للفرد دولار أمريكي          | 924 |                          |
| الناتج المحلي الإجمالي للفرد دولار أمريكي                 | 1.79 ألف |                          |
| مؤشر التنمية البشرية                                      | 0.509 | 0.594                    |
| رمز المكالمات الدولي                                      | +263 | +963                     |
| رمز الإنترنت                                              | .zw | .sy                      |
| المنطقة الزمنية                                           | ت ع م+02:00 | ت ع م+02:00، ت ع م+03:00 |

## منظمات دولية مشتركة
يشترك البلدان في عضوية مجموعة من المنظمات الدولية، منها:
| علم المنظمة | اسم المنظمة                               | تاريخ انضمام زيمبابوي | تاريخ انضمام سوريا |
| ----------- | ----------------------------------------- | --------------------- | ------------------ |
|             | مؤسسة التنمية الدولية                     | 29 سبتمبر 1980        | 28 يونيو 1962      |
|             | الأمم المتحدة                             | 25 أغسطس 1980         | 24 أكتوبر 1945     |
|             | منظمة الشرطة الجنائية الدولية             | ?                     | ?                  |
|             | المركز الدولي لتسوية المنازعات الاستشارية | 19 يونيو 1994         | 24 فبراير 2006     |
|             | الاتحاد الدولي للاتصالات                  | 10 فبراير 1981        | 12 يناير 1924      |
|             | البنك الدولي للإنشاء والتعمير             | 29 سبتمبر 1980        | 10 أبريل 1947      |
|             | الاتحاد البريدي العالمي                   | ?                     | ?                  |
|             | منظمة حظر الأسلحة الكيميائية              | ?                     | ?                  |
|             | مؤسسة التمويل الدولية                     | 29 سبتمبر 1980        | 28 يونيو 1962      |
|             | وكالة ضمان الاستثمار متعدد الأطراف        | 10 أبريل 1992         | 14 مايو 2002       |
|             | يونسكو                                    | 22 سبتمبر 1980        | 16 نوفمبر 1946     |

## وصلات خارجية
- موقع وزارة الخارجية الزيمبابوية